# Educazione sessuale

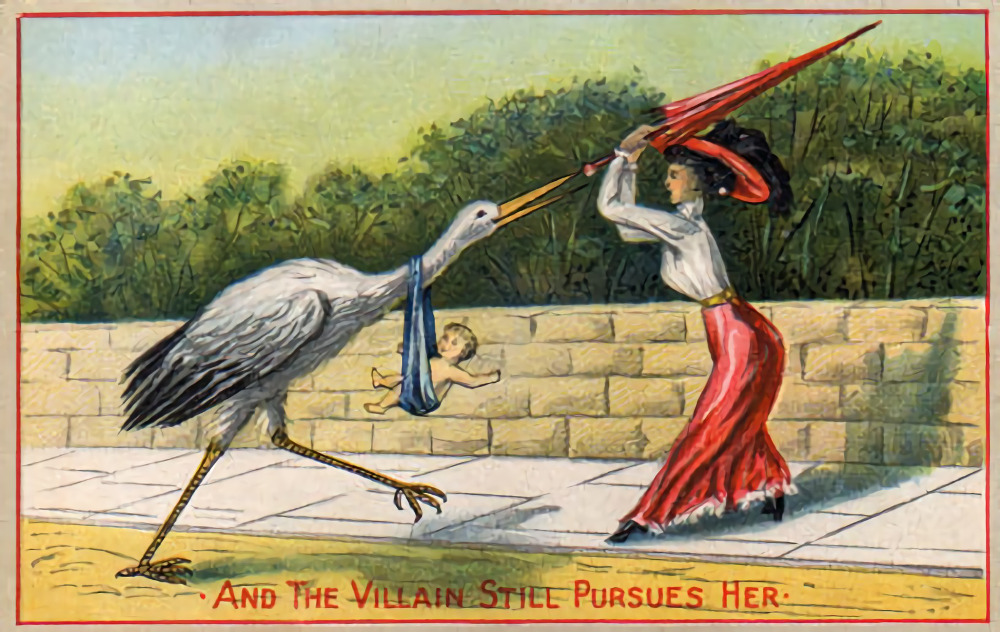
Cartolina di inizio novecento sul problema delle gravidanze indesiderate. È evidente la simbologia della cicogna.

L'educazione sessuale è un termine generale che comprende vari temi e varie discipline connessi all'educazione, in modo particolare il rapporto tra i ragazzi e i coetanei (e anche con gli adulti) in periodo di maturazione sessuale, l'anatomia e la fisiologia dell'apparato genitale, i cambiamenti che avvengono durante la pubertà, la psicologia, le problematiche di tipo morale, la conoscenza delle abitudini legate all'ambiente di provenienza dei ragazzi oggetto di educazione, le curiosità dei ragazzi stessi (che abbracciano tutti gli aspetti del comportamento sessuale umano).
I tipici canali dell'educazione sessuale e della trasmissione delle prime informazioni sono primariamente i genitori (in particolare, per quanto riguarda le bambine, si tratta solitamente della madre), poi vengono gli insegnanti, (che seguono primariamente le indicazioni del MIUR, poi delle Regioni o Provincie, con le loro direttive specifiche, sino ad arrivare alle decisioni dei singoli Istituti Scolastici, nella loro autonomia didattica). Altri canali sono gli educatori a vario livello (educatori religiosi, capi scout, responsabili o allenatori di società sportive e così via). Poi non è possibile dimenticare gli organi di informazione, prima tra tutti, nella disponibilità dei ragazzi, la rete, intesa come accesso a internet e a tutto quanto vi è contenuto.

## Generalità

### Generalità sull'insegnamento dell'educazione sessuale
Aspetti dell'educazione sessuale fanno parte del curriculum di molte scuole in tutto il mondo, ma in molti Paesi rimane materia controversa, specialmente per quanto riguarda l'età in cui si dovrebbe cominciare a impartire agli studenti tale educazione, che tipo di dettagli e quali argomenti si debbano toccare.
Nel 1936 Wilhelm Reich scrisse che l'educazione sessuale dei suoi tempi era diseducativa perché si limitava alla biologia, senza toccare gli aspetti psicologici dell'attrazione e delle pulsioni, che erano quelli a cui gli adolescenti erano più interessati.
In molti Paesi l'educazione sessuale è oggetto di animate discussioni. I punti che più generano controversia sono: se sia bene includere argomenti come la sessualità infantile, l'uso di anticoncezionali come il profilattico e la "pillola" e i loro possibili benefici, le ragazze-madri e le malattie trasmesse sessualmente, come l'AIDS. La recente campagna contro il sesso prematrimoniale portata avanti da gruppi conservatori negli USA è stata la causa principale di queste controversie. Dal punto di vista statistico si può notare come Paesi con tradizioni conservatrici verso l'educazione sessuale, inclusi l'Inghilterra e gli Stati Uniti, hanno una percentuale più elevata di malattie sessuali e di ragazze-madri.
Il diffondersi dell'AIDS ha dato nuovo impulso all'importanza dell'educazione sessuale. In molte nazioni dell'Africa dove l'HIV-AIDS è a livello epidemico, l'educazione sessuale è considerata dalla gran parte degli scienziati come una strategia essenziale del Ministero della salute di ogni paese. Alcune organizzazioni internazionali come Planned Parenthood ritengono che i programmi di educazione sessuale portino benefici a livello globale, come per esempio il controllo del rischio di sovrappopolazione e il progresso dei diritti delle donne.

### Primo approccio alla sessualità - La famiglia
I genitori, sin dai primi anni di vita del bambino o della bambina, sono chiamati all'importante compito di dare una corretta informazione e formazione, anche in questo campo. Le prime curiosità sono solitamente le più difficili da soddisfare, ma proprio per questo sono anche quelle che è più importante affrontare in modo corretto. In questo viene in aiuto la copiosa letteratura specifica, ma la disponibilità e l'apertura dei genitori nei confronti dei figli sono, da sole, l'aiuto più grande che i piccoli ricevono per il loro corretto sviluppo intellettuale ed emotivo.
La reazione corretta, da valutare caso per caso, alle prime manifestazioni della sessualità saranno una sorta di impronta comportamentale che influenzerà il resto della vita.

### Educazione alla sessualità e alla affettività - La scuola
Negli ultimi anni, nella scuola italiana, pur nella inevitabile differenziazione anche da istituto a istituto, si è affermato un approccio al tema di tipo collegiale. Innanzitutto è quasi sempre previsto un corso specifico, formato anche solo da alcune lezioni su uno o più argomenti particolari, nell'anno conclusivo della scuola secondaria di primo grado (cioè in terza media). Non mancano esperienze nella scuola primaria (scuola elementare) e approcci più approfonditi nella scuola secondaria superiore.
L'educazione alla sessualità e all'affettività, anche se può essere trattata da un solo docente della classe, solitamente l'insegnante di Scienze, viene concordata, di prassi, con l'intero Consiglio di classe, e partecipano, a vario titolo, gli insegnanti di Lettere, di Religione e di Educazione fisica. Nella programmazione questa attività coinvolge anche i genitori, che possono essere solo i genitori eletti come rappresentanti, o tutti i genitori, con riunioni aperte alle famiglie. Non mancano, in alcune regioni o province, gli interventi di personale delle ASL o del SSN per attività di approfondimento, specialmente per quanto riguarda gli aspetti psicologici e i particolari, adatti all'età dei ragazzi, attinenti al rapporto sessuale, i metodi anticoncezionali, le malattie sessualmente trasmissibili, l'igiene personale, le dipendenze e il consultorio.
L'educazione sessuale di solito descrive l'origine e lo sviluppo di un nuovo essere umano, partendo dalla fecondazione, parlando poi dello sviluppo dell'embrione e del feto, per arrivare al parto. Il tipo di attività che svolge ogni singola classe, tuttavia, non è definibile con precisione, perché, come si è detto, in questo caso le variabili sono molte.
A questo proposito, il Gruppo di Lavoro Sessuologia dell'Ordine degli Psicologi delle Marche, ha condotto una ricerca sul gradimento e accettazione da parte della popolazione italiana, dell’insegnamento della educazione sessuale e affettiva nella scuola. Il sondaggio ha utilizzato un questionario creato dallo stesso gruppo di lavoro e il risultato ha indicato che per il 95% dei soggetti rispondenti, l’educazione sessuale dovrebbe essere una materia obbligatoria di insegnamento, dato che in Italia, diversamente da altri paesi dell'Unione Europea, non esiste una normativa che preveda la sistematicità di questa didattica.

### Educazione sessuale e aspetti religiosi
Molte religioni intervengono in materia di rapporti sessuali e, quindi, di educazione sessuale. Il tipo di organizzazione statale influisce fortemente su questo aspetto. Per alcuni è compito dello Stato insegnare questa materia, per altri tale compito è prerogativa della famiglia. L'enorme differenziazione delle posizioni rende impossibile trattare esaurientemente questo tema, e si rimanda alle voci delle singole confessioni religiose per i necessari approfondimenti.

### Educazione sessuale corretta, cioè adatta a ogni individuo

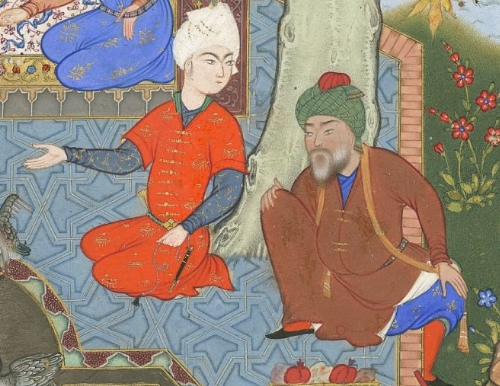
Un padre offre consiglio sull'amore al figlio.

Se si dimentica che ogni essere umano è un individuo, che merita rispetto in ogni sua espressione, alla sola condizione che sia rispettata la libertà di tutti, possono insorgere problematiche riguardo all'insegnamento dell'educazione sessuale, frutto di pregiudizio o di rifiuto di chi viene ritenuto diverso o malato.
Le persone lesbiche, gay, bisex, o transessuali (LGBT), possono subire azioni discriminatorie, che vanno dal bullismo, alla violenza al rifiuto durante le lezioni di educazione sessuale.
I loro problemi possono essere ignorati, talvolta anche per la discrezione o il timore degli stessi ragazzi che non hanno la possibilità o il coraggio di manifestare la loro posizione. Una corretta educazione sessuale prevede spazi anche per questi temi, e la sensibilità di alcuni insegnanti può superare le difficoltà iniziali. In assenza di aperte discussioni, questi giovani, in una fase delicata della loro crescita, se non aiutati correttamente come tutti gli altri, possono subire danni alla loro personalità.

### Studi sull'insegnamento dell'educazione sessuale
Il dibattito sulle ragazze-madri e le malattie sessuali ha fatto nascere ricerche sulla reale efficacia dei vari approcci all'educazione sessuale. In una analisi comparativa, DiCenso et al. hanno messo a confronto i programmi di educazione sessuale completa con quelli di sola astinenza. La loro analisi di varie ricerche ha dimostrato che i programmi di sola astinenza non riducono il tasso di gravidanze non volute tra le donne che li hanno frequentati, anzi lo aumentano.
I ricercatori concludono:
'"Ci sono buone prove indicanti che i programmi di educazione sessuale dovrebbero cominciare molto prima di quanto si fa oggi. Dobbiamo investigare i fattori sociali che determinano le gravidanze non volute tramite vaste ricerche su differenti fasce di età a partire dai primi anni di vita e utilizzarle poi nei futuri programmi di prevenzione.
Dovremmo esaminare con cura i Paesi con bassa percentuale di ragazze-madri. Per esempio i Paesi Bassi ha uno dei tassi più bassi al mondo (8.1 per 1000 tra le ragazze dai 15 ai 19 anni). Ketting & Visser hanno pubblicato un'analisi sui motivi di tale successo. Questa tavola comparativa mostra le notevoli differenze con altre nazioni:
- 93.0 per 1000 negli Stati Uniti d'America
- 62.6 per 1000 in Inghilterra e Galles
- 42.7 per 1000 in Canada
- 15.1 per 1000 in Belgio (1996)

Un altro modo per verificare se certi tipi di programmi di educazione sessuale sono più produttivi di altri consiste nell'esaminare programmi che funzionano con altri tipi di comportamenti pericolosi negli adolescenti. Per esempio, Botvin et al. hanno trovato che programmi scolastici tesi a prevenire l'uso della droga nelle Scuole Medie inferiori (dodici-quattordicenni) hanno portato a notevoli e durevoli riduzioni dell'uso di tabacco, bevande alcoliche e Cannabis a condizione che vi fosse insegnata una combinazione di tecniche per resistere alle pressioni sociali e di abilità generiche di vita pratica, che fossero ben condotti e che includessero almeno due anni di lezioni periodiche di richiamo.
Occorre anche notare che poche iniziative educative e mediche sono progettate tenendo presente i suggerimenti degli adolescenti. Questi hanno suggerito che tali iniziative dovrebbero essere più pragmatiche, con meno enfasi sulla biologia e su tattiche di spavento. Dovrebbero dare più spazio alle tecniche di patteggiamento e di buona comunicazione nelle relazioni sessuali. Inoltre, nomi e indirizzi di cliniche specializzate in sanità sessuale dovrebbero essere visibili nelle zone più frequentate dai giovani, come per esempio le toilettes delle scuole e i supermercati.
Una rivista statunitense, Emerging Answers, pubblicata dalla National Campaign to Prevent Teenage Pregnancy ha esaminato 250 ricerche effettuate su vari programmi di educazione sessuale. La rivista è giunta alla conclusione che "la grande maggioranza dei dati raccolti dimostra che l'educazione sessuale che tratta anche degli anticoncezionali non induce chi vi ha partecipato a più frequente attività sessuale."

## L'educazione sessuale nel mondo

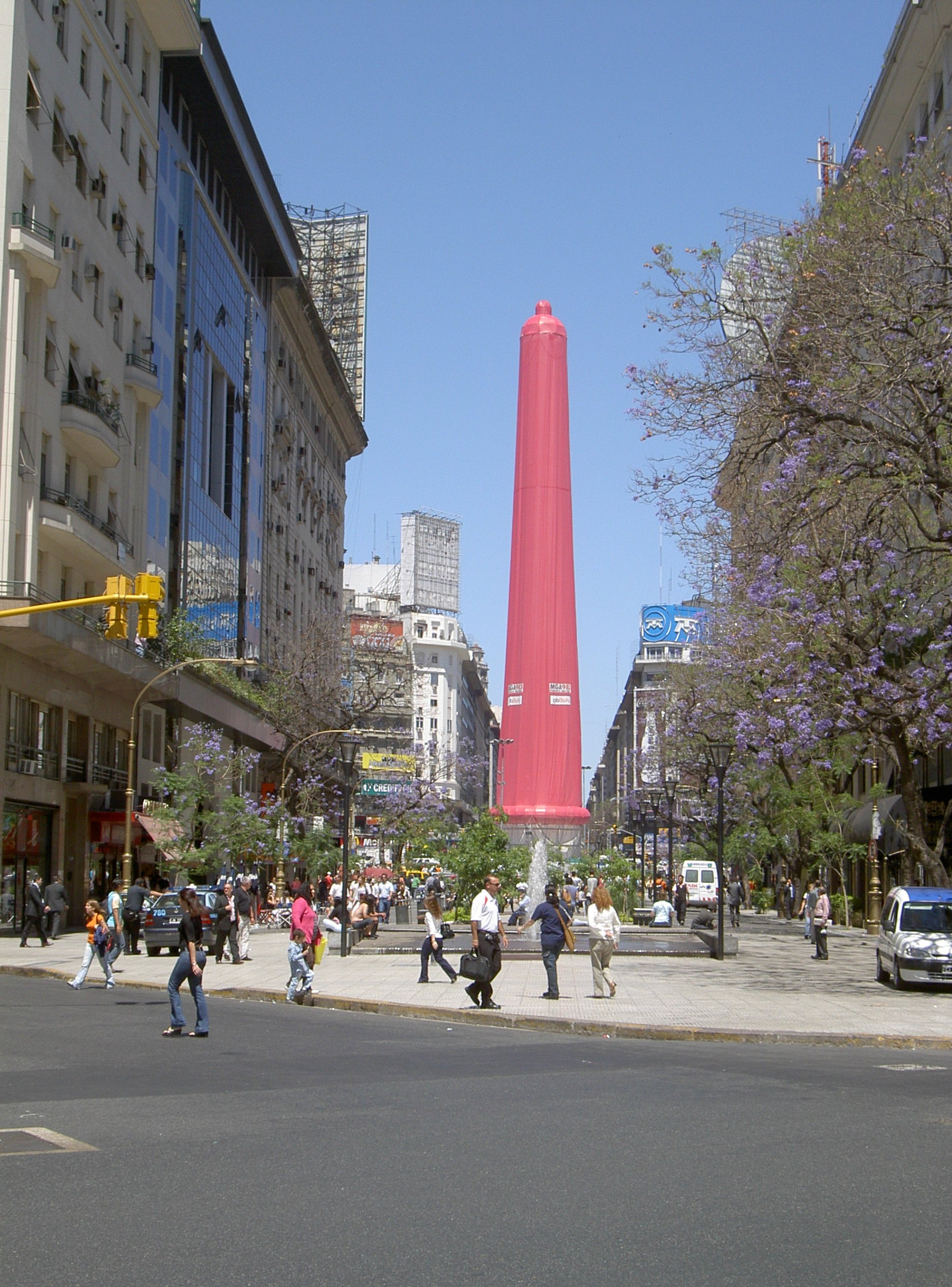
Un profilattico gigante di 67 m sull'Obelisco di Buenos Aires, Argentina, in occasione della Giornata mondiale contro l'AIDS del 2005.

### Stati Uniti d'America
Negli Stati Uniti d'America quasi tutti gli studenti ricevono qualche forma di educazione sessuale almeno una volta nella Scuola Media inferiore o superiore. Molte scuole cominciano a trattare qualche argomento negli ultimi anni delle elementari. A ogni modo, ciò che gli studenti imparano varia molto da scuola a scuola perché le decisioni sul curriculum sono decentralizzate. Molti Stati hanno leggi che regolano quanto si insegna nelle lezioni di educazione sessuale, ma lasciano comunque decidere ai genitori se permettere ai figli di seguirle. Alcuni Stati lasciano ai singoli distretti scolastici le decisioni sul curriculum.
Per esempio, in una ricerca del 1999, il Guttmacher Institute ha trovato che nella maggioranza dei corsi di educazione sessuale nella Scuola Media inferiore e superiore si spiegavano argomenti come il passaggio alla maturità sessuale-pubertà, l'HIV, le Malattie sessualmente trasmissibili, l'astinenza (castità), il problema delle ragazze-madri e come resistere alla pressione dei coetanei. C'era invece notevole disparità di trattazione su altri argomenti come i metodi anticoncezionali e di prevenzione delle malattie, le tendenze sessuali, la violenza sessuale e la pratica e l'etica circa l'aborto.
In America, l'educazione sessuale si insegna in due forme principali: quella completa e quella che si limita alla sola astinenza. L'educazione sessuale completa tratta anche dell'astinenza come di una scelta valida, ma insegna al tempo stesso i metodi di contraccezione e di prevenzione delle malattie, per gli studenti sessualmente attivi. Una ricerca effettuata nel 2002 dalla Kaiser Family Foundation ha trovato che il 58% dei presidi delle Scuole Medie inferiori e superiori affermavano che il loro programma di educazione sessuale era completo.
L'educazione sessuale focalizzata sull'astinenza (castità) insegna ai ragazzi e ragazze che dovrebbero rimanere sessualmente astinenti fino al matrimonio e non provvede informazioni sui contraccettivi. Nella ricerca della Kaiser, il 34% dei presidi di Scuola Media superiore affermavano che il principale messaggio del loro programma consisteva nell'astinenza.
La differenza tra questi due approcci e il loro impatto sul comportamento dei giovani rimane argomento controverso negli USA. A partire dal 1991 la percentuale di ragazze-madri è diminuita notevolmente e una leggermente più alta percentuale di giovani afferma di osservare l'astinenza. Tuttavia, gli USA hanno ancora la più alta percentuale di ragazze-madri e delle Malattie trasmesse sessualmente tra i giovani di tutto il mondo industrializzato. Da statistiche condotte per vari anni risulta che la grande maggioranza degli Americani sono in favore di programmi completi di educazione sessuale, a preferenza di quelli che insegnano solo l'astinenza. Di recente invece, gli educatori che favoriscono l'astinenza hanno pubblicato dati statistici con risultati totalmente opposti. I sostenitori dell'educazione sessuale completa spiegano che i rapporti sessuali tra i giovani sono un dato di fatto e che quindi è di somma importanza provvedere informazioni circa i rischi e i metodi per evitarli. Sottolineano anche che la mancanza di tale informazione fa crescere la percentuale di gravidanze indesiderate e di malattie.
D'altro canto, i sostenitori dell'educazione sessuale focalizzata sull'astinenza sono contrari ai programmi che non insegnano la responsabilità morale del comportamento. Sostengono che l'insegnamento di una moralità che limita i rapporti sessuali solo all'interno del matrimonio è "salutare e costruttivo" e che le informazioni sul comportamento sessuale non accompagnate dal contesto etico possono portare a pratiche immorali e dannose. In questa ultima decade, il governo federale ha appoggiato i programmi che insegnano solo l'astinenza destinando a essi oltre un miliardo di dollari.
Alcuni Stati, come la California, rifiutano i finanziamenti in modo da poter continuare i programmi completi di educazione sessuale. Gli altri Stati che hanno seguito la California in questa decisione sono il Connecticut, il Maine, il Montana, il New Jersey, la Pennsylvania, l'Ohio, il Rhode Island, il Washington e il Wisconsin. Il finanziamento per uno dei due più importanti programmi di sola astinenza, il Titolo V, è stato esteso solo fino alla fine del 2007. Il Congresso sta decidendo se prolungarlo.
I risultati del crescente numero di programmi di sola astinenza rimangono problematici. Fino a oggi non è stata pubblicata nessuna ricerca atta a provare che i programmi di sola astinenza hanno fatto spostare l'età dei primi rapporti tra i giovani.
Nel 2007, una ricerca commissionata dal Congresso USA ha appurato che gli studenti delle Scuole Medie inferiori che avevano seguito i programmi di educazione sessuali di sola astinenza avevano la stessa incidenza di rapporti prematrimoniali e di uso di contraccettivi rispetto a quelli che non avevano seguito tale programma. I sostenitori dei programmi di sola astinenza hanno obiettato che la ricerca è poco credibile perché il campione era troppo piccolo ed è cominciata quando i programmi erano ancora all'inizio. Inoltre, altre ricerche hanno invece dimostrato effetti positivi.

### Europa
- In Inghilterra e nel Galles, l'educazione sessuale nelle scuole pubbliche è obbligatoria per i ragazzi con più di 15 anni dal 2009[3] e i genitori non possono non permettere ai loro figli di partecipare alle lezioni. Il programma si focalizza sugli organi di riproduzione, lo sviluppo del feto e i cambiamenti fisici e psicologici della pubertà. Le informazioni circa i contraccettivi e la prevenzione delle malattie sono a discrezione delle scuole locali. L'Inghilterra ha una delle percentuali più alte di ragazze-madri d'Europa e l'educazione sessuale è un argomento molto dibattuto dal governo e dai media. In una ricerca condotta nel 2000 dall'Università di Brighton, molti quattordici-quindicenni hanno manifestato disappunto sui contenuti delle lezioni di educazione sessuale. Hanno percepito una mancanza di fiducia verso gli insegnanti che impediva loro di fare domande esplicite sui contraccettivi.
- In Scozia, il principale programma di educazione sessuale si chiama "Sano Rispetto" (Healthy Respect) e si concentra non solo sugli aspetti biologici della riproduzione ma anche sui rapporti umani e le emozioni. Il programma comprende anche le informazioni sui contraccettivi e le malattie, per incoraggiare una buona salute sessuale. Dato che le Scuole Cattoliche si sono rifiutate di adottare questo programma, ne è stato preparato un altro specifico per queste scuole. Finanziato dallo Scottish Executive, il programma, denominato "Chiamata all'Amore" (Call to Love) incoraggia i giovani a rimandare i rapporti sessuali al matrimonio e non dà informazioni sui contraccettivi. In questo modo è una forma di educazione sessuale di sola astinenza.
- In Francia, l'educazione sessuale fa parte dei programmi scolastici fin dal 1973. Le Scuole sono tenute a impartire 30-40 ore di educazione sessuale e distribuire profilattici agli studenti di terza media e prima superiore. Nel gennaio 2000, il Governo francese ha lanciato una campagna sui contraccettivi con spot pubblicitari su radio e TV, e la distribuzione di cinque milioni di opuscoli sullo stesso argomento agli studenti delle Scuole Superiori.
- In Germania, l'educazione sessuale fa parte dei programmi scolastici fin dal 1970. Di solito include tutti gli argomenti riguardanti il processo di maturazione dal punto di vista biologico, psicologico e sociale: i cambiamenti nel corpo, la riproduzione, le emozioni, l'atto sessuale, la vita di coppia, l'omosessualità, le gravidanze non volute, le complicazioni dell'aborto, i danni della violenza sessuale, compresa quella sui minori e le malattie. A volte comprende altri argomenti discrezionali come le posizioni dell'atto sessuale. La gran parte delle scuole offre lezioni sull'uso corretto dei contraccettivi. Ci sono anche altri mezzi di comunicazione che trattano l'educazione sessuale, al primo posto la rivista per giovani "Bravo", che contiene sempre una sezione dove i giovani rivolgono domande sulla sessualità e la vita di coppia.
- Nei Paesi Bassi dalla fine del 1980 il Governo sponsorizza il programma "Amore per tutta la vita" (Lang leve de liefde), che ha lo scopo di dare ai giovani le conoscenze sufficienti perché prendano decisioni ragionate in materia di salute e sessualità. In quasi tutte le Scuole Medie inferiori e superiori si trattano argomenti di educazione sessuale nei corsi di biologia e in oltre la metà delle scuole elementari si comincia a parlare di sessualità e metodi contraccettivi. Il programma verte tanto sugli aspetti biologici che su quelli morali e psicologici, come ad esempio l'importanza di capacità comunicative e di compromesso all'interno della coppia. I mass media incoraggiano il dialogo aperto sull'argomento e la Sanità Pubblica garantisce ai cittadini riservatezza e atteggiamento neutrale. I Paesi Bassi hanno una delle percentuali più basse di ragazze madri al mondo e il sistema olandese è spesso considerato un esempio per gli altri Paesi.
- In Svezia, l'educazione sessuale fa parte integrante dei programmi scolastici fin dal 1956. Si comincia a trattare gli argomenti dalle prime classi elementari e si continua per tutti gli anni, all'interno di argomenti disparati quali la biologia e la storia.
- In Finlandia, la Population and Family Welfare Federation distribuisce a tutti i quindicenni un kit introduttivo di educazione sessuale che include un opuscolo, un profilattico e il video di una storia d'amore in cartoni animati.
- In Italia vi sono state diverse proposte per istituire l'educazione sessuale nelle scuole, a partire dal 1975 ad opera del Pci, l'anno dopo anche i socialisti presentarono la loro bozza, nel 1980 ci provò anche la democristiana Tina Anselmi[4]. Nel 2019 è stato avviato un progetto pilota  EduForIST in alcune realtà scolastiche[5]

### Asia
I programmi di educazione sessuale sono a differenti livelli di sviluppo nei vari Paesi.
- L'Indonesia, la Mongolia, la Corea del Sud e lo Sri Lanka hanno direttive governative sistematiche per insegnare argomenti sessuali nelle scuole.
- La Malaysia, le Filippine e la Thailandia stanno sviluppando dei programmi specifici per gli adolescenti, con lezioni, messaggi sui media e materiali didattici.
- L'India dispone di programmi che si indirizzano agli studenti delle scuole dai nove ai sedici anni. Le lezioni si inseriscono in varie parti del curriculum e generalmente includono aperti scambi di opinione tra studenti e professori. In India, si sta svolgendo un vivo dibattito circa gli argomenti dell'educazione sessuale, specialmente sul problema se sia il caso di ampliarlo.
- Il Bangladesh, la Birmania, il Nepal e il Pakistan non hanno al momento programmi coordinati di educazione sessuale.
- In Giappone, l'educazione sessuale è obbligatoria a partire dai dieci o undici anni, e tocca principalmente gli aspetti biologici, come la mestruazione e l'eiaculazione.
- In Cina, l'educazione sessuale tradizionalmente consiste nella lettura del capitolo dedicato alla riproduzione umana sui testi di biologia. Ma nel 2000 l'Associazione Cinese di pianificazione Familiare ha introdotto un progetto quinquennale per "promuovere l'educazione alla salute sessuale tra gli adolescenti e i giovani cinesi non sposati" in dodici distretti urbani e tre contee. In questo programma si toccano anche argomenti come gli aspetti psicologici e relazionali dell'attività sessuale e la prevenzione delle malattie sessuali.

La International Planned Parenthood Federation e la BBC World Service hanno trasmesso una serie di 12 puntate sotto il nome di Sexwise, in cui si discute di educazione sessuale, educazione alla vita in famiglia, contraccettivi ed educazione dei figli. È stato lanciato in anteprima nei Paesi asiatici.

### Africa
L'educazione sessuale in Africa si concentra sulla battaglia contro l'HIV/AIDS, che ha raggiunto livelli epidemici. La maggioranza dei governi hanno stabilito programmi di educazione contro l'AIDS in accordo con l'Organizzazione mondiale della sanità e ONG internazionali. Questi programmi di solito insegnano gli elementi di base della prevenzione contro l'HIV, e sono stati spesso sostenuti dall'amministrazione Bush. Si tratta di una combinazione di astinenza, fedeltà alla moglie e uso del profilattico. Gli sforzi di queste campagne educative sembra che comincino a portare frutti.
- In Uganda, l'uso del preservativo è aumentato, i giovani stanno procrastinando l'epoca del primo rapporto e la percentuale generale dell'AIDS sta diminuendo.
- In Egitto nelle scuole pubbliche si insegnano ai tredici-quattordicenni nozioni circa il sistema riproduttivo maschile e femminile, gli organi sessuali, tecniche contraccettive e le malattie sessuali. È in corso una collaborazione tra l'UNDP, l'UNICEF, e i ministeri della salute pubblica e dell'educazione per espandere l'educazione sessuale anche nelle zone di campagna, e informare la gente sui pericoli della circoncisione femminile - clitoridectomia.

I bambini della tribù dei Buganda (in Uganda), fin dalla più tenera età conoscono tutto sul sesso e non hanno tabù di alcun genere. Gli anziani del villaggio tengono loro delle vere e proprie lezioni sul sesso, alle quali partecipano tutti i giovani i quali possono fare tutte le domande attinenti ai temi sessuali che vogliono. Dopo che i ragazzi hanno superato il corso teorico, si passa a quello pratico. Dapprima a fare la dimostrazione di come avviene il rapporto sessuale sono due adulti che si presentano nudi e cominciano a eccitarsi per poi arrivare al rapporto completo con l'eiaculazione finale. Le varie tecniche e figure dell'amplesso vengono spiegate nei minimi particolari da un vecchio del villaggio e a volte da uno stregone. Questi non si limita a descrivere l'atto sessuale, ma esalta i vantaggi di una posizione rispetto all'altra, oppure di una figura sull'altra. I genitori, a loro volta si mostrano agli occhi dei figli mentre fanno l'amore, così questi imparano che il rapporto sessuale non è qualcosa di proibito da nascondere a tutti.